# Battle City
Battle City je akční arkádová hra produkovaná a vydaná pro NES konzole v roce 1985 japonskou společností Namco. Jedná se o nástupce hry Tank Battalion z roku 1980. Hra Battle City je také známá jako hra Tank 1990.

## Pravidla hry
Pravidla hry jsou jednoduchá. Hráč ovládá tank, který ničí ostatní tanky pomocí raket. Cílem hry je zničit všech 20 nepřátelských tanků a zároveň ochránit orla (základnu) na spodní straně obrazovky. Když ničíte červený nepřátelský tank, objevují se bonusy usnadňující hru (znázorněné ikonkami), které získáte jejich přejetím. Poté, co hráč zničí všechny nepřátelské tanky, přejde do další úrovně.
Pokud hráč ztratí všechny životy, nebo nepřítel zničí orla na spodní straně obrazovky, hra končí. Když je dokončen level, nebo je hra u konce (tj. Game over), na obrazovce se zobrazí statistika tanků, které hráč zničil v úrovni a celkové a nejvyšší skóre.

## Bonusy ve hře
- Tank - další život.
- Přilba - chrání hráče před výstřely nepřátel, ale jen po několik sekund.
- Granát - zničí všechny aktuálně zobrazené nepřátelské tanky. Nezničí tank hráče.
- Hvězda - zlepší hráči munici - střela letí rychleji. Pokud hráč získá 3 hvězdičky, může prostřelit i ocelovou zeď. Hvězdičky hráč ztrácí po zásahu nepřítelem.
- Hodiny - dočasně zastaví všechny tanky kromě tanku, který ovládá hráč.
- Lopata - na chvíli obklopí orla (základnu) ocelovou zdí. Tím orla chrání před střelami nepřátel.

Některé verze hry Tank 1990 mohou mít ještě další 2 vylepšení:
- Loď - hráč může projet vodou. Výhoda mizí po jednom zásahu nepřítelem.
- Pistole - zlepší munici několikrát víc než hvězda.